# شهر یانهو
شهر یانهو (به لاتین: Yanhu Township) یک شهرک در جمهوری خلق چین است که در Gê'gyai County واقع شده‌است. شهر یانهو
- نفر جمعیت دارد.